# Uroleucon vernonicola
Uroleucon vernonicola är en insektsart. Uroleucon vernonicola ingår i släktet Uroleucon och familjen långrörsbladlöss. Inga underarter finns listade i Catalogue of Life.